# マイネルハニー
マイネルハニー（欧字名:Meiner Honey、2013年5月10日 - ）は、日本の競走馬。主な勝ち鞍に2016年のチャレンジカップ。
馬名の意味は、冠名＋「あなた」。母の父に日本競馬史上5頭目のクラシック三冠馬であるナリタブライアンをもつ。

## 経歴

### 2歳（2015年）
11月15日、東京競馬場芝1600mで行われたメイクデビュー東京にて鞍上に内田博幸を迎えてデビューし、逃げ切り新馬勝ちを収める。2戦目となったベゴニア賞では再び逃げの手に出るも3着に惜敗、続く3戦目はやや出負けする形となり中団から差を詰めるも後の菊花賞馬サトノダイヤモンドの4着に敗れた。

### 3歳（2016年）
3歳初戦となった若竹賞から、かつて栗田厩舎に所属していた騎手で、以後主戦となる柴田大知を鞍上に迎えた。レースでは再び出遅れ先団各馬を捉えきれず6着に敗れた。続くフリージア賞では好発を決め、そのままハナに立って逃げ切り2勝目を挙げた。
重賞初挑戦となったスプリングステークス（GII）でも果敢にハナを切りそのまま押し切るかに見えたところマウントロブソンにクビ差差されての2着となった。これにより本馬は皐月賞への優先出走権を得たが、ローテーションや相手関係を考慮してこれを回避し、日本ダービートライアルである青葉賞に出走することとなった。
迎えた青葉賞では再び逃げて、直線半ばまで先頭を維持したが最後は失速し8着に敗れた。トライアルには敗れる形となったが、賞金順でダービーへの出走はかなった。ダービーでもハナを切ってレースを引っ張るも、青葉賞と同様直線半ばで力尽き16着と惨敗した。
4か月半の休養を挟んで迎えた10月のアイルランドトロフィーでは古馬との初対戦となったが、クラシック戦線でも常にハナを切っていったレースぶりが評価されたことと、本馬にとっての適正距離と考えられたことなどから2番人気に推された。レースではやはり逃げ、直線でも後続を引き離しあわや逃げ切るかと思われたがゴール前ハギノハイブリッドに差され惜しくも2着となった。それでも3着馬には4馬身差をつける内容であった。
続く福島記念（GIII)では6戦ぶりに他馬にハナを譲り2番手に控えた。逃げたマルターズアポジーがそのまま押し切って逃げ切ったのとは対照的に、他の3歳馬2頭に交わされ4着となった。この敗戦でやや人気を落として迎えたチャレンジカップ（GIII）では外枠から好発を決め、内の2頭を行かせて3番手からの競馬を選択した。4コーナーから進出を開始し前の2頭を交わすと、ゴール前強襲したベルーフらをクビ差抑え込んで重賞初制覇を飾った。

### 4歳（2017年）
4歳初戦は年初の京都金杯（GIII）を選択した。スタート直後は好位につけ、最初の3ハロンの間に2番手まで押し上げ先頭を見る形でレースを進めた。4コーナー入り口でペイシャフェリスを交わして先頭に立つも、やや速いペースが響いたか粘り切れず5着に敗れた。2月の小倉大賞典では16着と殿負けに終わるも、エプソムカップ3着、福島テレビオープンでは2着と復調の兆しを見せる。関屋記念14着を挟み、10月のポートアイランドステークスでは逃げ粘って2着と好走したが、その後の2戦はいずれも着外となる。年末のディセンバーステークスでは2番手追走から直線で抜け出すと最後はゲッカコウの追撃を3/4差凌いで1年ぶりの勝利を収める。

### 5歳（2018年）
1月27日の白富士ステークスを逃げ切ってオープン特別2連勝とするも、その後は惨敗が続いた。秋に入り、オクトーバーステークスでは2着と好走するも、福島記念は8着、ディセンバーステークスでは6着に終わる。

### 6歳（2019年） ～8歳（2021年）
年明け初戦となった2019年1月5日の中山金杯は勝ち馬から0.3差も11着。2月いっぱいで栗田博憲調教師が定年で引退となり、3月1日付けで栗田徹厩舎に移籍した。その後も大敗を繰り返し、2021年2月28日の中山記念13着を最後に現役を引退し、JRA馬事公苑で誘導馬となる。

## 競走成績
以下の内容は、JBISサーチおよびnetkeiba.comに基づく。
| 競走日     | 競馬場 | 競走名            | 格      | 距離（馬場）  | 頭 数 | 枠 番 | 馬 番 | オッズ （人気） | 着順 | タイム （上がり3F） | 着差 | 騎手        | 斤量 [kg] | 1着馬（2着馬）         | 馬体重 [kg] |
| ---------- | ------ | ----------------- | ------- | ------------- | ----- | ----- | ----- | --------------- | ---- | ------------------- | ---- | ----------- | --------- | ---------------------- | ----------- |
| 2015.11.15 | 東京   | 2歳新馬           |         | 芝1600m（重） | 14    | 7     | 11    | 013.90（6人）   | 01着 | R1:36.1（34.0）     | -1.2 | 0内田博幸   | 55        | （コスモロングソード） | 460         |
| 0000.11.29 | 東京   | ベゴニア賞        | 500万下 | 芝1600m（良） | 12    | 2     | 2     | 003.30（2人）   | 03着 | R1:34.3（35.7）     | -0.3 | 0内田博幸   | 55        | ニシノジャーニー       | 462         |
| 0000.12.26 | 阪神   | 2歳500万下        |         | 芝2000m（稍） | 15    | 5     | 8     | 016.10（4人）   | 04着 | R2:04.4（34.5）     | -0.6 | 0H.ボウマン | 55        | サトノダイヤモンド     | 464         |
| 2016.01.23 | 中山   | 若竹賞            | 500万下 | 芝1800m（良） | 13    | 8     | 13    | 004.30（1人）   | 06着 | R1:49.8（34.2）     | -0.3 | 0柴田大知   | 56        | ジークカイザー         | 468         |
| 0000.02.20 | 東京   | フリージア賞      | 500万下 | 芝2000m（稍） | 11    | 7     | 9     | 006.90（3人）   | 01着 | R2:02.1（35.4）     | -0.7 | 0柴田大知   | 56        | （ジュンヴァルカン）   | 464         |
| 0000.03.20 | 中山   | スプリングS       | GII     | 芝1800m（良） | 11    | 4     | 4     | 009.40（5人）   | 02着 | R1:48.1（36.2）     | -0.0 | 0柴田大知   | 56        | マウントロブソン       | 470         |
| 0000.04.30 | 東京   | 青葉賞            | GII     | 芝2400m（良） | 13    | 5     | 7     | 010.60（7人）   | 08着 | R2:26.0（37.6）     | -1.8 | 0柴田大知   | 56        | ヴァンキッシュラン     | 464         |
| 0000.05.29 | 東京   | 東京優駿          | GI      | 芝2400m（良） | 18    | 1     | 2     | 175.1（14人）   | 16着 | R2:25.9（36.1）     | -1.9 | 0柴田大知   | 57        | マカヒキ               | 464         |
| 0000.10.16 | 東京   | アイルランドT     | OP      | 芝2000m（良） | 14    | 3     | 4     | 005.60（2人）   | 02着 | R1:59.7（35.3）     | -0.2 | 0柴田大知   | 54        | ハギノハイブリッド     | 472         |
| 0000.11.13 | 福島   | 福島記念          | GIII    | 芝2000m（良） | 16    | 5     | 10    | 006.80（2人）   | 04着 | R2:01.4（36.4）     | -0.6 | 0柴田大知   | 54        | マルターズアポジー     | 484         |
| 0000.12.10 | 阪神   | チャレンジC       | GIII    | 芝1800m（稍） | 18    | 7     | 15    | 015.40（9人）   | 01着 | R1:46.5（35.9）     | -0.0 | 0柴田大知   | 55        | （ベルーフ）           | 476         |
| 2017.01.05 | 京都   | 京都金杯          | GIII    | 芝1600m（良） | 18    | 7     | 15    | 018.80（8人）   | 05着 | R1:33.2（35.5）     | -0.4 | 0柴田大知   | 56        | エアスピネル           | 474         |
| 0000.02.19 | 小倉   | 小倉大賞典        | GIII    | 芝1800m（良） | 16    | 3     | 6     | 006.60（3人）   | 16着 | R1:47.9（38.5）     | -2.1 | 0柴田大知   | 56        | マルターズアポジー     | 480         |
| 0000.06.11 | 東京   | エプソムC         | GIII    | 芝1800m（良） | 18    | 4     | 7     | 012.50（6人）   | 03着 | R1:46.0（34.6）     | -0.1 | 0柴田大知   | 56        | ダッシングブレイズ     | 478         |
| 0000.07.23 | 福島   | 福島テレビOP      | OP      | 芝1800m（良） | 7     | 3     | 3     | 002.20（1人）   | 02着 | R1:47.7（34.2）     | -0.1 | 0柴田大知   | 56        | マウントロブソン       | 478         |
| .000008.13 | 新潟   | 関屋記念          | GIII    | 芝1600m（良） | 16    | 7     | 13    | 017.20（9人）   | 14着 | R1:33.3（34.6）     | -1.1 | 0柴田大知   | 56        | マルターズアポジー     | 480         |
| .000010.01 | 阪神   | ポートアイランドS | OP      | 芝1600m（良） | 13    | 6     | 8     | 006.30（3人）   | 02着 | R1:33.2（34.7）     | -0.2 | 0国分恭介   | 56        | ムーンクレスト         | 474         |
| 0000.10.29 | 京都   | カシオペアS       | OP      | 芝1800m（不） | 12    | 8     | 12    | 002.70（1人）   | 05着 | R1:54.6（39.7）     | -1.2 | 0柴田大知   | 56        | アメリカズカップ       | 478         |
| 0000.11.25 | 東京   | キャピタルS       | OP      | 芝1600m（良） | 18    | 6     | 12    | 018.30（7人）   | 06着 | R1:33.2（34.7）     | -0.6 | 0柴田大知   | 57        | ダイワキャグニー       | 478         |
| 0000.12.17 | 中山   | ディセンバーS     | OP      | 芝1800m（良） | 12    | 4     | 4     | 008.50（3人）   | 01着 | R1:47.8（35.4）     | -0.1 | 0柴田大知   | 56        | （ゲッカコウ）         | 482         |
| 2018.01.27 | 東京   | 白富士S           | OP      | 芝2000m（稍） | 10    | 4     | 4     | 005.20（3人）   | 01着 | R1:59.0（34.9）     | -0.0 | 0柴田大知   | 57        | （スズカデヴィアス）   | 484         |
| 0000.02.25 | 中山   | 中山記念          | GII     | 芝1800m（良） | 10    | 6     | 6     | 018.90（7人）   | 10着 | R1:48.6（35.8）     | -1.0 | 0柴田大知   | 56        | ウインブライト         | 478         |
| 0000.07.01 | 函館   | 巴賞              | OP      | 芝1800m（重） | 11    | 4     | 4     | 005.20（3人）   | 08着 | R1:50.3（35.5）     | -0.4 | 0丹内祐次   | 58        | ナイトオブナイツ       | 490         |
| 0000.07.15 | 函館   | 函館記念          | GIII    | 芝2000m（良） | 15    | 6     | 11    | 011.50（7人）   | 14着 | R2:01.4（36.6）     | -1.6 | 0丹内祐次   | 57        | エアアンセム           | 480         |
| 0000.09.02 | 新潟   | 新潟記念          | GIII    | 芝2000m（良） | 13    | 2     | 2     | 046.20（9人）   | 09着 | R1:59.2（35.9）     | -1.7 | 0柴田大知   | 57        | ブラストワンピース     | 486         |
| 0000.10.14 | 東京   | オクトーバーS     | OP      | 芝2000m（良） | 10    | 7     | 7     | 016.70（6人）   | 02着 | R1:59.3（34.3）     | -0.1 | 0蛯名正義   | 58        | マウントゴールド       | 472         |
| 0000.11.11 | 福島   | 福島記念          | GIII    | 芝2000m（良） | 16    | 6     | 11    | 021.70（9人）   | 08着 | R1:59.3（35.8）     | -1.0 | 0丹内祐次   | 57        | スティッフェリオ       | 476         |
| 0000.12.16 | 中山   | ディセンバーS     | OP      | 芝1800m（良） | 11    | 2     | 2     | 007.40（6人）   | 06着 | R1:48.4（35.2）     | -0.3 | 0柴田大知   | 58        | アドマイヤリード       | 480         |
| 2019.01.05 | 中山   | 中山金杯          | GIII    | 芝2000m（良） | 16    | 4     | 7     | 084.6（14人）   | 11着 | R1:59.5（34.9）     | -0.3 | 0柴田大知   | 57        | ウインブライト         | 476         |
| 0000.12.15 | 中山   | ディセンバーS     | L       | 芝1800m（良） | 16    | 1     | 1     | 033.7（12人）   | 10着 | R1:48.5（35.3）     | -1.2 | 0丹内祐次   | 58        | セダブリランテス       | 482         |
| 2020.01.05 | 中山   | 中山金杯          | GIII    | 芝2000m（良） | 17    | 3     | 6     | 209.3（15人）   | 05着 | R1:59.7（35.3）     | -0.2 | 0横山武史   | 56        | トリオンフ             | 482         |
| 0000.02.01 | 東京   | 白富士S           | L       | 芝2000m（良） | 14    | 4     | 6     | 031.3（10人）   | 12着 | R2:00.0（35.3）     | -0.9 | 0石橋脩     | 58        | インビジブルレイズ     | 484         |
| 0000.05.23 | 東京   | メイS             | OP      | 芝1800m（良） | 13    | 8     | 13    | 066.4（10人）   | 13着 | R1:46.8（36.8）     | -2.5 | 0丹内祐次   | 56        | アイスストーム         | 480         |
| 0000.06.14 | 東京   | エプソムC         | GIII    | 芝1800m（不） | 18    | 5     | 10    | 130.4（17人）   | 15着 | R1:50.7（38.5）     | -3.0 | 0野中悠太郎 | 56        | ダイワキャグニー       | 482         |
| 0000.10.18 | 東京   | オクトーバーS     | L       | 芝2000m（稍） | 16    | 8     | 15    | 201.7（16人）   | 10着 | R2:01.2（35.7）     | -1.7 | 0野中悠太郎 | 58        | テリトーリアル         | 490         |
| 0000.11.15 | 福島   | 福島記念          | GIII    | 芝2000m（良） | 16    | 4     | 8     | 131.3（16人）   | 07着 | R2:00.1（35.9）     | -0.5 | 0宮崎北斗   | 55        | バイオスパーク         | 482         |
| 0000.12.20 | 中山   | ディセンバーS     | L       | 芝1800m（良） | 15    | 5     | 8     | 135.2（12人）   | 11着 | R1:50.6（36.8）     | -1.4 | 0宮崎北斗   | 58        | トーラスジェミニ       | 492         |
| 2021.01.24 | 中山   | AJCC              | GII     | 芝2200m（不） | 17    | 7     | 13    | 332.2（16人）   | 14着 | R2:20.2（39.5）     | -2.3 | 0宮崎北斗   | 56        | アリストテレス         | 488         |
| 0000.02.28 | 中山   | 中山記念          | GII     | 芝1800m（良） | 14    | 4     | 5     | 440.8（13人）   | 13着 | R1:47.2（35.8）     | -2.3 | 0丸山元気   | 56        | ヒシイグアス           | 490         |

## 血統表
| マイネルハニーの血統          | マイネルハニーの血統                                                          | マイネルハニーの血統                                                          | （血統表の出典）                                                              | （血統表の出典） |
| 父 マツリダゴッホ 2003 鹿毛   | 父の父*サンデーサイレンス Sunday Silence 1986 青鹿毛                          | Halo                                                                          | Hail To Reason                                                                | Hail To Reason   |
| 父 マツリダゴッホ 2003 鹿毛   | 父の父*サンデーサイレンス Sunday Silence 1986 青鹿毛                          | Halo                                                                          | Cosmah                                                                        |                  |
| 父 マツリダゴッホ 2003 鹿毛   | 父の父*サンデーサイレンス Sunday Silence 1986 青鹿毛                          | Wishing Well                                                                  | Understanding                                                                 | Understanding    |
| 父 マツリダゴッホ 2003 鹿毛   | 父の父*サンデーサイレンス Sunday Silence 1986 青鹿毛                          | Wishing Well                                                                  | Mountain Flower                                                               |                  |
| 父 マツリダゴッホ 2003 鹿毛   | 父の母*ペイパーレイン Paper Rain 1991 栗毛                                    | Bel Bolide                                                                    | Bold Bidder                                                                   | Bold Bidder      |
| 父 マツリダゴッホ 2003 鹿毛   | 父の母*ペイパーレイン Paper Rain 1991 栗毛                                    | Bel Bolide                                                                    | Lady Graustark                                                                |                  |
| 父 マツリダゴッホ 2003 鹿毛   | 父の母*ペイパーレイン Paper Rain 1991 栗毛                                    | *フローラルマジック                                                           | Affirmed                                                                      | Affirmed         |
| 父 マツリダゴッホ 2003 鹿毛   | 父の母*ペイパーレイン Paper Rain 1991 栗毛                                    | *フローラルマジック                                                           | Rare Lady                                                                     |                  |
| 母 ブライアンハニー 1998 鹿毛 | 母の父ナリタブライアン 1991 黒鹿毛                                            | *ブライアンズタイム                                                           | Roberto                                                                       | Roberto          |
| 母 ブライアンハニー 1998 鹿毛 | 母の父ナリタブライアン 1991 黒鹿毛                                            | *ブライアンズタイム                                                           | Kelley's Day                                                                  |                  |
| 母 ブライアンハニー 1998 鹿毛 | 母の父ナリタブライアン 1991 黒鹿毛                                            | *パシフィカス                                                                 | Northern Dancer                                                               | Northern Dancer  |
| 母 ブライアンハニー 1998 鹿毛 | 母の父ナリタブライアン 1991 黒鹿毛                                            | *パシフィカス                                                                 | Pacific Princess                                                              |                  |
| 母 ブライアンハニー 1998 鹿毛 | 母の母ハスキーハニー 1987 鹿毛                                                | *ノーザンディクテイター                                                       | Northern Dancer                                                               | Northern Dancer  |
| 母 ブライアンハニー 1998 鹿毛 | 母の母ハスキーハニー 1987 鹿毛                                                | *ノーザンディクテイター                                                       | Dictates                                                                      |                  |
| 母 ブライアンハニー 1998 鹿毛 | 母の母ハスキーハニー 1987 鹿毛                                                | クインリマンド                                                                | *リマンド                                                                     | *リマンド        |
| 母 ブライアンハニー 1998 鹿毛 | 母の母ハスキーハニー 1987 鹿毛                                                | クインリマンド                                                                | イコマエイカン                                                                |                  |
| 母系(F-No.)                   | イコマエイカン系(FN:1-l)                                                      | イコマエイカン系(FN:1-l)                                                      | イコマエイカン系(FN:1-l)                                                      |                  |
| 5代内の近親交配               | Hail to Reason 4×5、Bold Ruler 5×5、Graustark 5×5、Northern Dancer4･4（母内） | Hail to Reason 4×5、Bold Ruler 5×5、Graustark 5×5、Northern Dancer4･4（母内） | Hail to Reason 4×5、Bold Ruler 5×5、Graustark 5×5、Northern Dancer4･4（母内） | [ § 2 ]          |
| 出典                          | 1. 2.                                                                         | 1. 2.                                                                         | 1. 2.                                                                         | 1. 2.            |

4代母のイコマエイカンの子孫にアグネスレディー(優駿牝馬)、アグネスフローラ(桜花賞)、アグネスフライト(東京優駿)、アグネスタキオン(皐月賞)、ブレイキングドーン(ラジオNIKKEI賞)がいる。